# Han Jae-suk
Đây là một tên người Triều Tiên, họ là Han.
Han Jae-suk (sinh ngày 12 tháng 8 năm 1973) là nam diễn viên Hàn Quốc được biết đến qua các phim truyền hình Giày thủy tinh, Người mẫu, Người đàn bà đầu tiên, Cô gái mặt trời, Cặp đôi hoàn cảnh, Nhân vật truyền kỳ, Thuyết khách. Anh cũng từng thử sức tại thị trường Đại lục khi đóng cặp với Lâm Tâm Như trong phim Tử Đằng Chi Luyến và Thiên thần tốc độ cùng Trương Bá Chi năm 2011.

## Tiểu sử
Han Jae-suk là con trai của Han Seung-Jun(한승준), cựu phó chủ tịch Kia Motors. Ông Han gia nhập công ty năm 1977 sau khi tốt nghiệp ngành Luật của Đại học Quốc gia Seoul và trở thành CEO năm 1993. Cha của Han Jae-suk thôi đảm nhiệm chức vụ tại Kia Motors vào năm 1997. Ông Han Seung-Jun cùng cựu phó chủ tịch Park Jae-Huyk bị Ban điều tra Trung ương của Văn phòng Công tố tối cao bắt giữ vì cáo buộc gian lận năm 1998.

## Đời tư
Han Jae-suk hẹn hò với nữ diễn viên Park Sol-mi sau khi tham gia phim truyền hình The Great Merchant năm 2009.
Sau 3 năm quen nhau, hai người đã tổ chức đám cưới tại khách sạn Sheraton Grande Walker Hill ở Seoul, Hàn Quốc vào ngày 21 tháng 4.
Park Sol-mi xác nhận đang mang thai vào tháng 9 năm 2013 và cặp đôi rất mong chờ đầu lòng.
Ngày 23 tháng 3 năm 2014, Park Sol-mi đã sinh con gái.

## Phim truyền hình
| Năm phát hành | Phim                               | Tên tiếng Anh               | Vai diễn         |
| ------------- | ---------------------------------- | --------------------------- | ---------------- |
| 2013          | Thiên đường của tôi                | Our Heaven                  | Lâm Tuấn Ngạn    |
| 2013          | Chàng vợ nàng chồng                | Ohlala Couple               | Jang Hyun-woo    |
| 2012          | Kiệt tác bất tử                    | Immortal Classic            | Kim Sung-joon    |
| 2010          | Thương gia Kim Man Deok            | Merchant Kim Man Deok       | Jung Hong-soo    |
| 2008          | Cô gái mặt trời                    | Women of the Sun            | Kim Joon-se      |
| 2007          | Kẻ môi giới chiến tranh            | Lobbyist                    | Kang Tae-hyuk    |
| 2004          | Mối tình hoa tử đằng               | Amor de Tarapaca            | Triệu Ngạn Tổ    |
| 2002          | Tham vọng                          | Daemang: The Great Ambition | Park Si-young    |
| 2002          | Giày thủy tinh                     | Glass slippers              | Jang Jae-hyuk    |
| 2001          | Bốn chị em                         | Four sisters                | Lee Young-hoon   |
| 2000          | Tình yêu trong sáng (Thời quá khứ) | All about Eve               | Kim Woo-jin      |
| 1999          | Buồn ơi, xin chào mi               | Should My Tears Show        | Yoo Jong-soo     |
| 1999          | Hoa hồng có gai                    | Roses and Bean Sprouts      | Choi Soon-dae    |
| 1998          | Hoa hướng dương                    | Sunflower                   | Dr. Kwon In-chan |
| 1998          | Tình yêu trong sáng                | Purity                      | Kang Hyun-suk    |
| 1998          | Con tim đa tình                    | Fascinate My Heart          | Seo Ki-jo        |
| 1997          | Người mẫu                          | Model                       | Jo Won-joon      |
| 1996          |                                    | Oxtail Soup                 |                  |
| 1995          |                                    | Jazz                        |                  |
| 1994          |                                    | Last Lovers                 |                  |
| 1994          |                                    | Feelings                    |                  |

## Phim điện ảnh
| Năm phát hành | Phim                                          | Tên tiếng Việt    | Vai diễn      |
| ------------- | --------------------------------------------- | ----------------- | ------------- |
| 2013          | Because we haven't broken up yet              |                   |               |
| 2011          | Speed Angels                                  | Thiên thần tốc độ | Cao Phong     |
| 2011          | Hit                                           |                   | Baji          |
| 2011          | Romantic Heaven                               |                   | stalker       |
| 2010          | The Quiz Show Scandal                         | Câu hỏi thứ 30    | Park Sang-gil |
| 1999          | Love Wind Love Song                           |                   | movie star    |
| 1996          | Unfix                                         |                   |               |
| 1996          | Seven Reasons Why Beer is Better Than a Lover |                   |               |